# Adam Didur

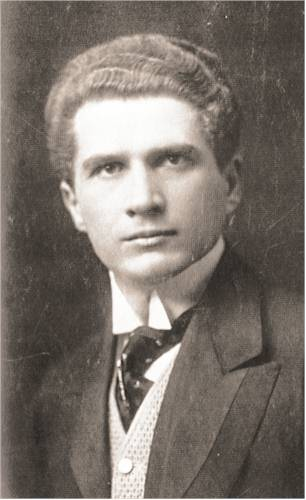
Adam Didur

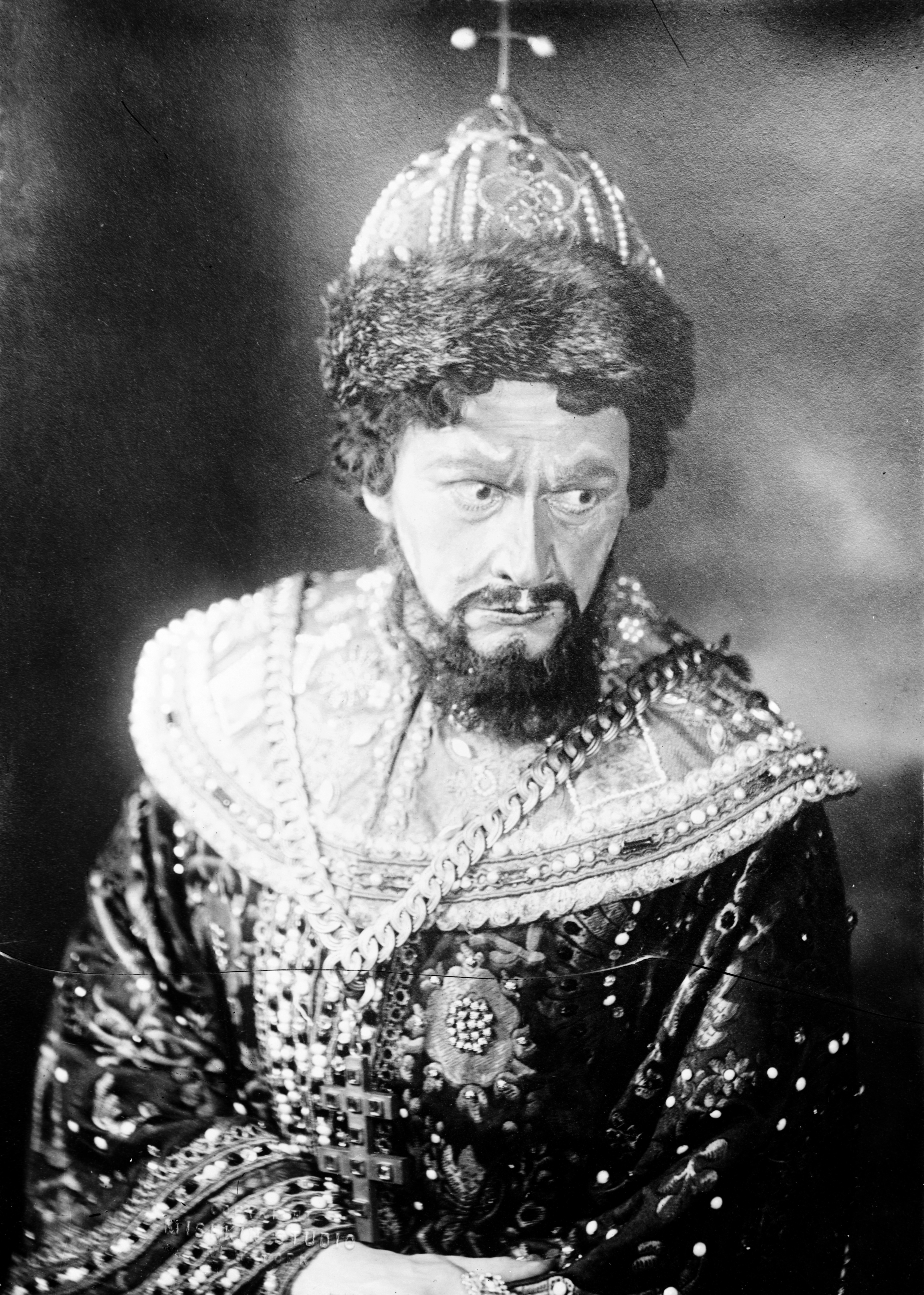
Adam Didur als Boris Godunow in der Amerika-Premiere der Oper 1913

Adam Didur (* 24. Dezember 1874 in Sanok; † 7. Januar 1946 in Kattowitz) war ein polnischer Opernsänger (Bass) und Theaterdirektor in Bytom.

## Leben
Gesangsunterricht nahm Didur in Lemberg und Mailand, wo er in einem Konzert in Beethovens 9. Symphonie debütierte.
Seinem Opern-Debüt in Rio de Janeiro 1894 folgten Auftritte in Russland, der Warschauer Oper (1899–1903) und an der Mailänder Scala (1903–1906) sowie an der Covent Garden Opera London 1905. Von 1905 bis 1908 wirkte er in Buenos Aires, machte 1907 aber auch ein Gastspiel in New York.
Bei seinem Debüt an der Metropolitan Opera 1908 gab er den Oberpriester Ramfis in Verdis Aida, und er wurde dort zu einem der führenden Bassisten, der 1913 auch den Boris Godunow in Mussorgskis gleichnamiger Oper übernahm. An den Uraufführungen von Puccinis Opern La fanciulla del West und im Trittico, aber auch in der Opernfassung von Humperdincks Königskindern nahm Didur teil und interpretierte die Basspartien. Als Mefistofele in Arrigo Boitos gleichnamiger Oper sowie in den Rollen der Bösewichter von Hoffmanns Erzählungen trat er mit außerordentlichem Erfolg auf, ging jedoch 1932 wieder nach Europa zurück, um in Lemberg die Operndirektion zu übernehmen, was dann jedoch scheiterte.
Didur wurde jedoch 1945 dann Direktor der Opera Śląska in Bytom, deren erstes polnisches Personal zu einem Gutteil aus Lemberg stammte.

## Rollen-Repertoire
Didur sang die Basspartien in u. a. folgenden Opern:
- Arrigo Boito: Mefistofele
- Alexander Porfirjewitsch Borodin: Fürst Igor
- Alberto Franchetti: Germania
- Charles Gounod: Faust
- Humperdinck: Königskinder
- Leoncavallo: Pagliacci
- Leoni: L'oracle
- Pietro Mascagni: Iris, Lodoletta
- Giacomo Meyerbeer: Le prophète, Les Huguenots
- Montemezzi: L’Amore dei tre re
- Mozart: Così fan tutte, Don Giovanni, Le nozze di Figaro
- Mussorgski: Boris Godunow
- Jacques Offenbach: Les contes d’Hoffmann
- Ponchielli: La Gioconda
- Puccini: Gianni Schicchi, Il tabarro, La bohème, La fanciulla del West, Tosca
- Rimski-Korsakow: Der goldene Hahn
- Rossini: Il barbiere di Siviglia, L’italiana in Algeri
- Tschaikowski: Eugen Onegin
- Giuseppe Verdi: Aida, Don Carlo, Falstaff, Rigoletto
- Wagner: Das Rheingold, Parsifal
- Weber: Der Freischütz